# Târgu Secuiesc
Târgu Secuiesc (mađarski: Kézdivásárhely, njemački: Szekler Neumarkt, latinski: Neoforum Siculorum) je grad u županiji Covasna u Rumunjskoj.

## Zemljopis
Gradić se nalazi blizu rijeke Raul Negru, 32 km od Sfântu Gheorghea.

## Stanovništvo
Prema popisu iz 1910. godine grad je imao 5892 stanovnika, većinom Mađara. Prema popisu iz 2002. godine, Târgu Secuiesc je imao 20.488 stanovnika, od kojih 18.633 Mađari, 1.601 Rumunji, 199 Romi te 19 Nijemci. 

## Povijest
U rimskom razdoblju na mjestu današnjeg grada postojalo je naselje zvano Praetoria Augusta. Grad je bio trgovačko središte sve od rimskog doba. U srednjem vijeku ga nastanjuju Mađari (Sikuli). 1427. godine, Hrvatsko-ugarski kralj Sigismund Luksemburški ga je proglasio slobodnim kraljevskim gradom pod imenom Torjavására. U 1567. već nosi ime Kézdivásárhely i značajan je centar.
U velikom požaru 1834. godine izgorio je cijeli grad. Tijekom mađarske borbe za slobudu 1848. – 1849. godine Kézdivásárhely bio je obrambeno središte Sikula. Kip Árona Gábora, glavnog lika lokalnog otpora austrijskim snagama koji je organizirao lijevanje topova iz zvona crkava, stoji na glavnom trgu. 

## Znamenitosti

### Naseljska struktura
Osobitost grada su uske prolazne ulice (mađarski: udvartér - 'dvorišni prostor') iza haustora oko glavnog trga, kojih ima 71. Svaki prolaz je nekad pripadao jednoj obitelji i protežao se od zgrada glavnog trga (u kojima su bile radionice obrtnika) prema njivama. Zbog toga Târgu Secuiesc ima vrlo neobičnu mrežastu naseljsku strukturu.

### Muzej
Gradski muzej (danas Muzej Gábor Áron) otvoren je 1972. godine. Muzej je najviše poznat po svojoj čuvenoj stalnoj izložbi Muzej lutaka, koja predstavlja narodna nošnja svakog kraja Transilvanije.

### Zgrade
- Reformirana (kalvinistička) crkva sagrađena je u 1783. na mjestu srednjovjekovne crkve. Izgorjela je u požaru 1834. godine te je ponovno izgrađena do 1838.
- Pravoslavna crkva
- Rimokatolička crkva
- Na glavnom trgu stoje kuće iz 18. i 19. stoljeća
- Gradska kuća (izgrađena u 1907. kao štedionica)
- Časnička škola sikulske granične obrane (izgrađena između 1817. i 1823. u klasicističkom stilu)